# Народни херој Албаније
Народни херој Албаније (алб. Heroit Kombëtar) и Херој народа Албаније (алб. Hero i Popullit) била су почасна звања за све носиоце Ордена народног хероја (1945 — 1954), односно Ордена хероја народа (1954 — 1992), који су се додељивали у Народној Републици Албанији, а касније у Народној Социјалистичкој Републици Албанији, од 1945. до 1992. године.

## Орден народног хероја
Орден народног хероја Албаније уведен је 9. јула 1945. године као највише одликовање Албаније. 
Овај орден направљен је по узору на југословенски Орден народног хероја. Носио се око врата на траци, с тим што се уместо борца с пушком и заставом на албанском ордену налазио лик Скендербега (албански национални херој из времена отпора албанских племена турским освајачима и исламизацији), окренут лево и окружен венцем од храстовог лишћа. Позлаћени бронзани медаљон с ликом Скендербега био је величине око 50 милиметара у пречнику. Ово као и сва остала албанска одликовања прављено је у фабрици Иком (Индустрија и ковница „Орешковић Марко”) у Загребу. После доношења Резолуције Информбироа, 1948. године, дошло је до сукоба између Совјетског Савеза и Југославије. Албанија, као чланица Информбироа, такође је захладнила односе са Југославијом, па су албанска одликовања почела да се производе у Пољској и Совјетском Савезу. 
Орден народног хероја Албаније додељивао је Президијум Народне скупштине Народне Републике Албаније, на препоруку Владе НР Албаније, грађанима, војницима, официрима и генералима оружаних снага и Министарства унутрашњих послова:
- за херојске поступке у извршавању задатака у одбрани на територији Албаније;
- за лична или колективна херојска дела за време рата;
- за храброст и решеност у вођењу јединица до победе против непријатеља под тешким борбеним условима и на тај начин чинећи велику услугу држави и народу.[1]

Највећи број Ордена додељен је за подвиге почињене током Другог светског рата од 1939. до 1945. године и током Народноослободилачке борбе Албаније од 1941. до 1945. године. Укупно је одликовано око 150 људи.
Овај орден био је на снази све до 24. октобра 1954. године када је замењен Орденом хероја народа Албаније. Сви носиоци одликовања поред ордена добијали су и почасни назив народног хероја.

## Орден хероја народа
Орден хероја народа Албаније уведен је 24. октобра 1954. године Указом о одликовањима Народне Републике Албаније заједно са Орденом хероја социјалистичког рада (алб. Hero i Punes Socialiste). Изглед ова два одликовања био је идентичан Медаљи златној звезди која се додељивала Херојима Совјетског Савеза (рус. Герой Советского Союза) и Херојима социјалистичког рада (рус. Герой Социалисти́ческого Труда́), с тим што се уместо црвене траке, на албанској верзији налазила црвено-црна трака. Први модели Златних звезди израђиване су од 18-о каратног злата и тежиле су 21,5 грама. Године 1970. израђиване су нове звезде од 20-о каратног злата и тежине 18,5 грама. 
Овај орден био је на снази све до 1992. године када је званично укинута Народна Социјалистичка Република Албанија. Сви носиоци одликовања поред ордена добијали су и почасни назив хероја народа.

## Списак одликованих
За Народне хероје Албаније, односно Хероје народа Албаније проглашено је 154 особа. Неки од њих су:
- Али Деми
- Енвер Хоџа
- Решид Чолаку

### Одликовани Срби у Албанији
Међу носиоцима Ордена народног хероја Албаније налази се и значајан број припадника српске националне мањине у Албанији која је активно учествовала у Народноослободилачкој борби Албаније. Неки од њих су:
- Војо Кушић
- Васо Кадић
- Бранко Кадић
- Јордан Мишовић
- Василије Шантић

### Одликовани Југословени
Орденом народног хероја Албаније одликовано је неколико југословенских држављана:
- Иван Милутиновић
- Иво Лола Рибар
- Рамиз Садику
- Емин Дураку
- Хајдар Души
- Ибе Паликућа

## Галерија
- Решид Чолаку
- Војо Кушић
- Бајрам Цури
- Мујо Улћинаку